# Przychojec
Przychojec (w latach 1977–1981 Jodłówka) – wieś w Polsce położona w województwie podkarpackim, w powiecie leżajskim, w gminie Leżajsk.
Przychojec liczy ok. 1000 mieszkańców. W latach 1975–1998 miejscowość administracyjnie należała do województwa rzeszowskiego.

## Części wsi
| SIMC    | Nazwa        | Rodzaj    |
| ------- | ------------ | --------- |
| 0653937 | Górka        | część wsi |
| 0653943 | Podbaranówka | część wsi |
| 0653950 | Szepelaki    | część wsi |
| 1042590 | Zabłociska   | część wsi |
| 0653966 | Zagrody      | część wsi |

## Historia
Powstał w XVIII wieku, zasiedlony przez ludność przychodnią, dawniej był przysiółkiem Starego Miasta i jako samodzielna wieś wydzielił się dopiero w XIX wieku.

## Wspólnoty religijne
Miejscowość jest siedzibą rzymskokatolickiej parafii Dobrego Pasterza należącej do dekanatu Leżajsk II w archidiecezji przemyskiej.
W Przychojcu ma siedzibę niewielki 30-osobowy zbór Zrzeszenia Wolnych Badaczy Pisma Świętego.

## Ludzie związani z Przychojcem
- ks. Antoni Kania - urodzony 11 maja 1901 roku